# História do Canadá
A história do Canadá cobre o período desde a chegada dos paleoamericanos há milhares de anos até aos dias atuais. O Canadá tem sido habitado por milênios por grupos distintos de povos ameríndios, entre os quais evoluíram redes de comércio, crenças espirituais e hierarquias sociais. No entanto os primeiros habitantes do que hoje conhecemos como Canadá, eram os aborígenes, algonquinos, esquimós, iroqueses, sioux entre outros.

Mapa da Nova França feita por Samuel de Champlain em 1612

A região hoje conhecida como Canadá foi palco de diversas instâncias colonizadoras. Durante a Idade Antiga/Antiguidade, o litoral leste do Canadá foi ocupado por franceses viquingues; percebe-se isso por várias construções deixadas por esses povos. Contudo, a colonização destes não obteve êxito.
A primeira visita documentada a terras canadenses/canadianos por navegadores europeus ocorreu em 1497 ou 1498, quando o veneziano Giovanni Caboto (conhecido em inglês como John Cabot), ao serviço de Inglaterra, aportou à Terra Nova. Alguns historiadores defendem que há indícios de que a Terra Nova já teria sido visitada pelo navegador português João Vaz Corte Real em 1472 ou antes e por Diogo de Teive e o seu piloto Pero Vasques Saavedra em 1452.
A colonização europeia começou efetivamente no século XVI, quando os britânicos, e principalmente, os franceses se estabeleceram pelo Canadá. Os britânicos não tiveram uma forte presença no antigo Canadá, instalando-se originalmente na Terra de Rupert, sendo que a região dos Grandes Lagos e do Rio São Lourenço, bem como a região que atualmente compõe as atuais províncias de Nova Escócia e Novo Brunswick, estava toda nas mãos dos franceses. A Nova França e a Acádia continuavam a sua expansão. Essa expansão não foi bem aceita/aceite pelos iroqueses e, principalmente, pelos britânicos e os colonos das chamadas Treze Colônias, desencadeando uma série de batalhas que culminou, em 1763, no Tratado de Paris — no qual os franceses cederam os seus territórios da Nova França e da Acádia aos britânicos.
Os Estados Unidos, em 1812, invadiram o Canadá Inferior e o Canadá Superior, na tentativa de anexar o resto das colônias/colónias britânicas na América do Norte, desencadeando a Guerra de 1812. Os Estados Unidos não tiveram sucesso, recuando ao tomarem conhecimento da chegada de tropas britânicas enviadas para combatê-los — mas ocuparam temporariamente as cidades de York (atual Toronto) e Quebec, queimando-as ao se retirarem.
Como o Reino Unido ainda mantinha o controle/controlo das relações exteriores do Canadá, ao abrigo da Lei da Confederação, com a declaração britânica de guerra em 1914, o Canadá foi automaticamente envolvido na Primeira Guerra Mundial. O Canadá declarou guerra à Alemanha de forma independente durante a Segunda Guerra Mundial sob o governo do primeiro-ministro liberal William Lyon Mackenzie King, três dias após o Reino Unido. As primeiras unidades do Exército canadense/canadiano chegaram na/à Grã-Bretanha em dezembro de 1939.
Em 1919, o Canadá entrou na Liga das Nações, independentemente do Reino Unido e, em 1931, o Estatuto de Westminster, afirmou a independência do Canadá. O Domínio de Terra Nova (hoje Terra Nova e Labrador), na época um equivalente do Canadá e da Austrália como um domínio, uniu-se ao Canadá em 1949. O crescimento do Canadá, combinado com as políticas dos sucessivos governos liberais, levou ao aparecimento de uma nova identidade canadense, marcada pela adoção da atual bandeira, em 1965, a aplicação do bilinguismo oficial (inglês e francês), em 1969, e o multiculturalismo oficial em 1971. O Quebec passou por profundas mudanças sociais e econômicas através da "Revolução Tranquila", dando origem a um movimento separatista e mais radical na província chamado Front de libération du Québec (FLQ), cujas ações culminaram na Crise de Outubro de 1970.

## Povos ameríndios

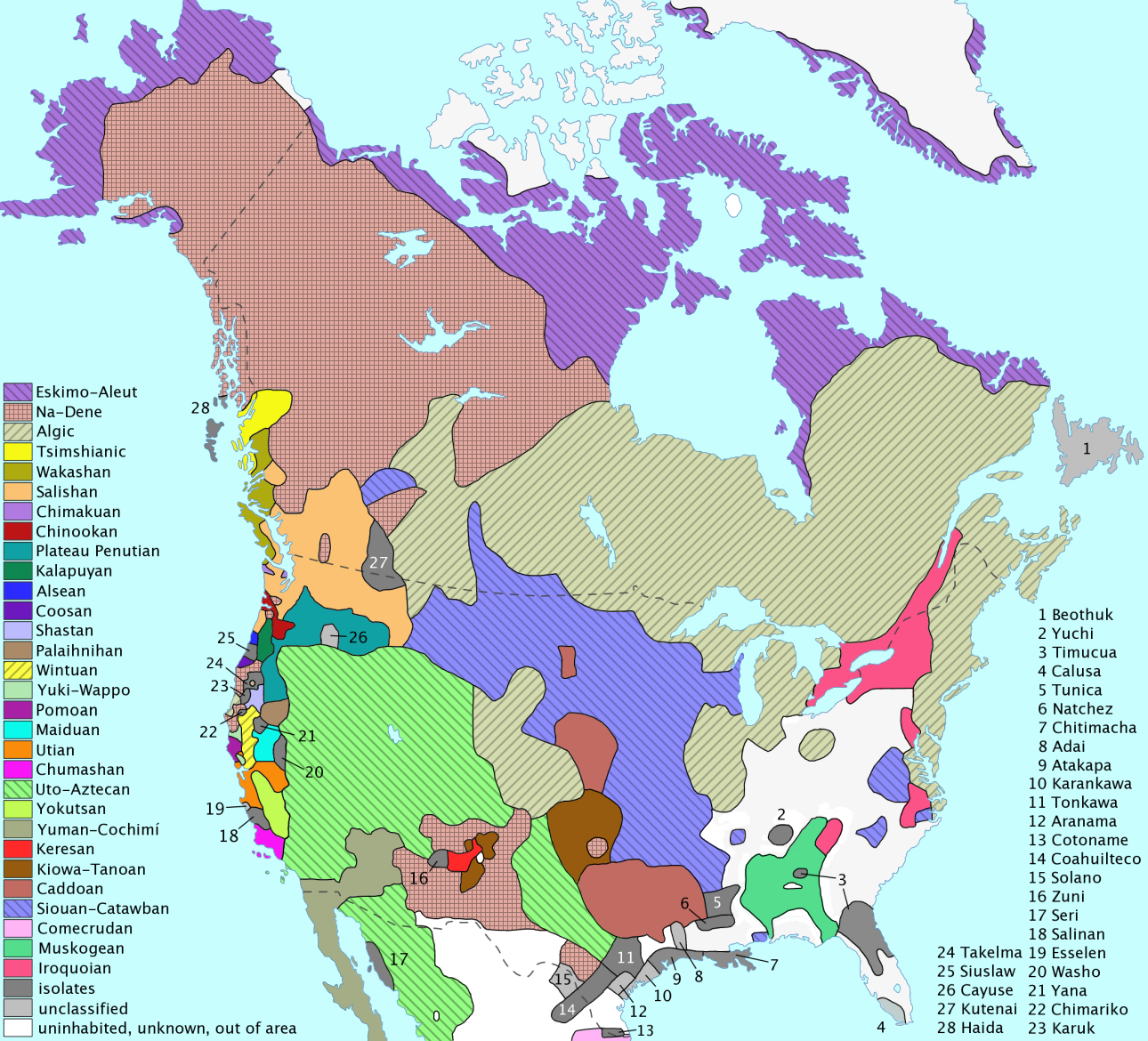
Área linguística dos povos indígenas da América do Norte na época do contato europeu.

Estudos arqueológicos e genéticos indicam uma presença humana no norte de Yukon há 26 500 anos e no sul de Ontário há 9 500 anos. As planícies de Old Crow e as cavernas de Bluefish são dois dos mais antigos sítios arqueológicos de habitação humana (paleoamericanos) no Canadá. Entre os povos das Primeiras Nações, há oito mitos únicos de criação e suas adaptações. As características das civilizações aborígines canadenses incluíam assentamentos permanentes ou urbanos, agricultura, cidadania, arquitetura monumental e complexas hierarquias sociais. Algumas dessas civilizações já tinham desaparecido antes da colonização europeia (início do século XVI) e foram descobertas através de pesquisas arqueológicas.
Esses povos apresentavam diferença de organização socioeconômica consideráveis entre si:enquanto os ameríndios das florestas orientais apresentavam uma economia baseado na caça,na agricultura e no comércio , construíam estradas entre as aldeias e até mesmo especies de confederações ; os indígenas do extremo norte não parecem ter formados integrações  comparáveis aos povo das floresta orientais.
Estima-se que no final do século XV e início do século XVI viveriam entre 200 000 e dois milhões de indígenas no que é atualmente o Canadá — o valor atualmente aceito pela Comissão Real sobre a Saúde Aborígine do Canadá é de 500 000. Surtos repetidos de doenças infecciosas europeias como a gripe, o sarampo e a varíola (para as quais os indígenas não tinham imunidade natural), combinados com outros efeitos do contato europeu, resultou em uma diminuição de 40% a 80% da população indígena após a chegada dos europeus. Os povos aborígines do Canadá incluem as Primeiras Nações, Inuit e Métis. Métis é uma cultura mestiça originada em meados do século XVII, quando as Primeiras Nações e os Inuit se misturaram com os colonos europeus. Os esquimós tinham uma interação mais limitada com os colonizadores europeus durante períodos iniciais.

## Contato e Colonização europeia
Por volta do ano 1000, viquingues liderados por Leif Ericson estabeleceram o colonato de Vinlândia (atual região do Golfo de São Lourenço, Novo Brunswick e Nova Escócia). A ocupação de Leifsbudir foi superficial e durou pouco tempo ,sendo provavelmente abandonados com a retirada dos viquingues da Groenlândia, porém representou o primeiro contato europeu com a América e o primeiro assentamento escandinavo na América do Norte (com exceção da Groenlândia), cerca de 500 anos antes das viagens de Cristóvão Colombo.

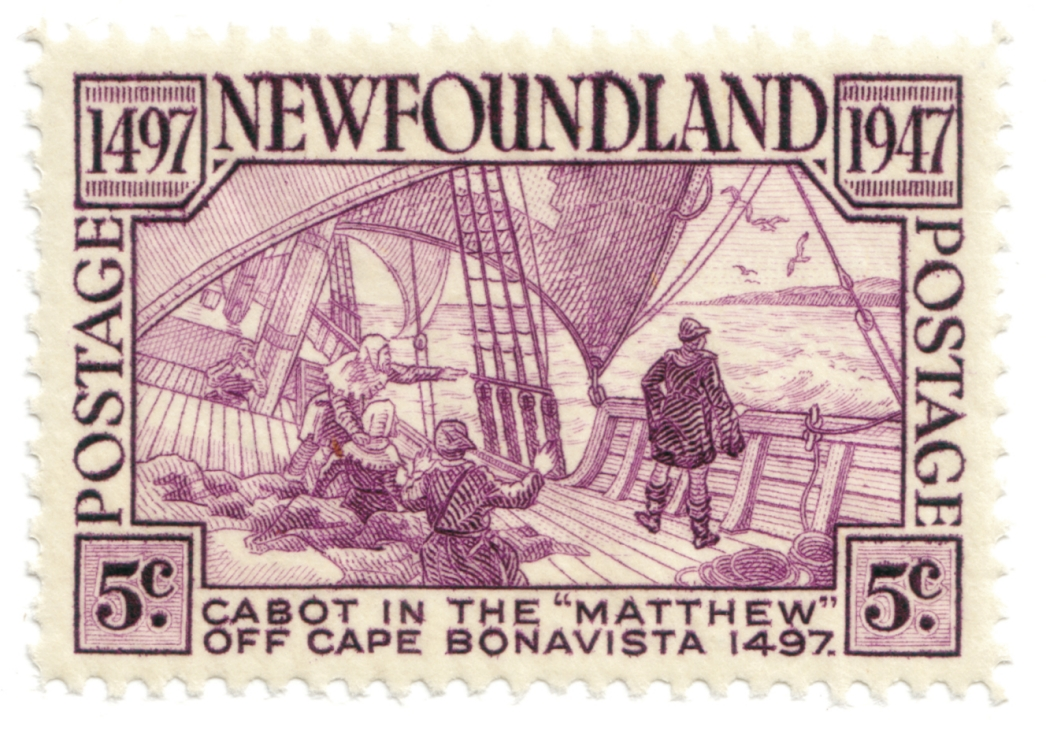
Um selo de canadense de 1947 comemorando a segunda viagem de John Cabot

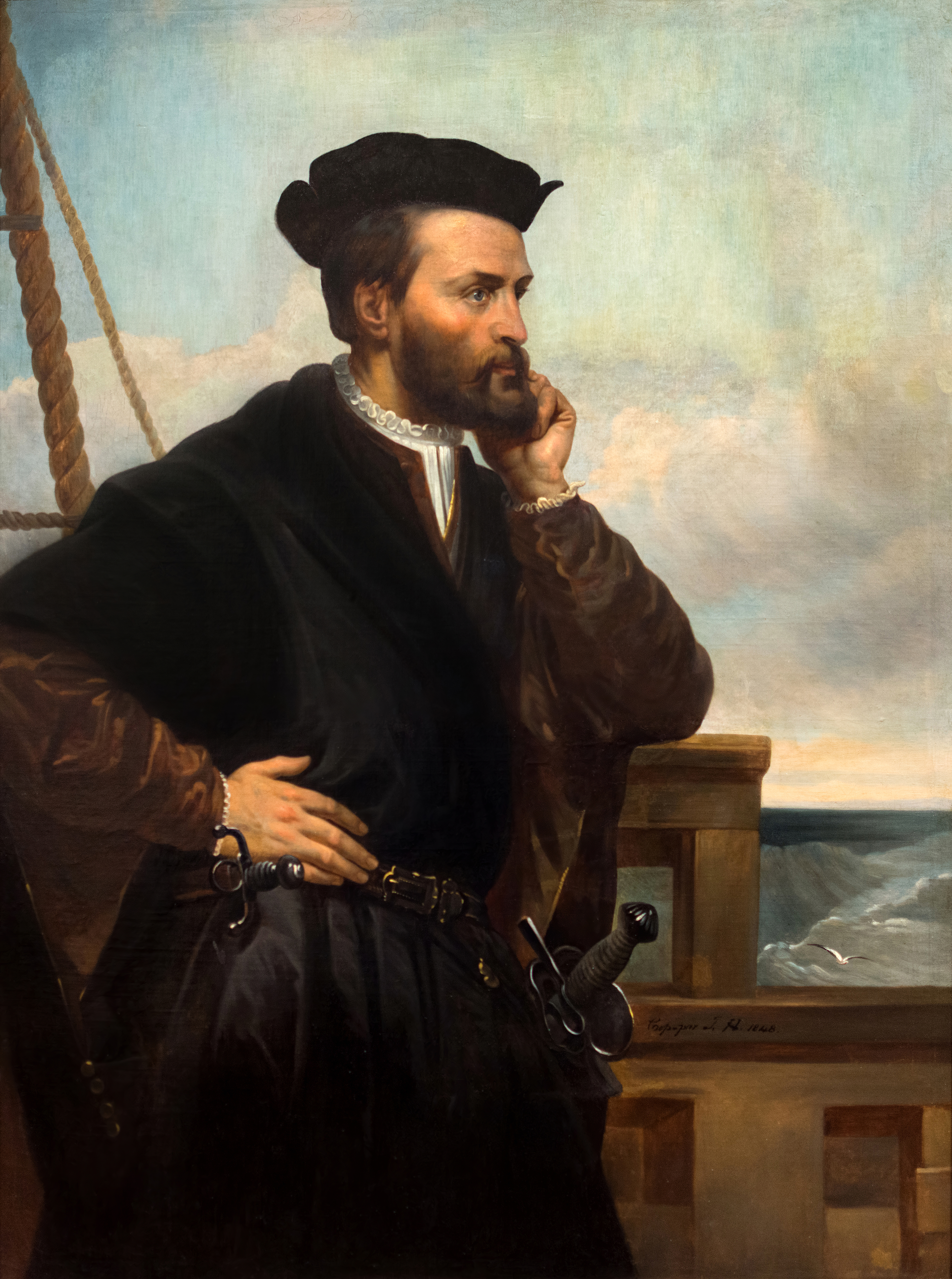
O francês Jacques Cartier, um dos primeiros exploradores das terras canadenses.

A primeira visita documentada a terras canadenses por navegadores europeus ocorreu em 1497 ou 1498, quando o veneziano ao serviço de Inglaterra Giovanni Caboto (conhecido em inglês como John Cabot) aportou à Terra Nova. Alguns historiadores defendem que há indícios que a Terra Nova já teria sido visitada pelo navegador português João Vaz Corte Real em 1472 ou antes e por Diogo de Teive e o seu piloto Pero Vasques Saavedra em 1452.
Baseando-se no Tratado de Tordesilhas, a Coroa Portuguesa alegava ter direitos territoriais na área visitada por John Cabot, em 1497-1498. Em 1498, o marinheiro luso João Fernandes Lavrador visitou o que é agora a costa leste do Canadá, sendo que o seu apelido deu origem ao topônimo "Labrador".  Posteriormente, entre 1501 e 1502, os irmãos Corte-Real exploraram Terra Nova e Labrador.  Em 1506, o rei D. Manuel I criou impostos para a pesca do bacalhau nas águas da região. No ano 1521, João Álvares Fagundes e Pêro de Barcelos comandaram viagens de reconhecimento e estabeleceram postos avançados de pesca. No entanto, a extensão e natureza da presença portuguesa no norte do continente americano durante o século XVI permanecem obscuras. Em 1534 Jacques Cartier explorou o Canadá em nome da França. O explorador francês Samuel de Champlain chegou em 1603 e estabeleceu os primeiros assentamentos europeus permanentes em Port Royal em 1605 e Quebec em 1608.

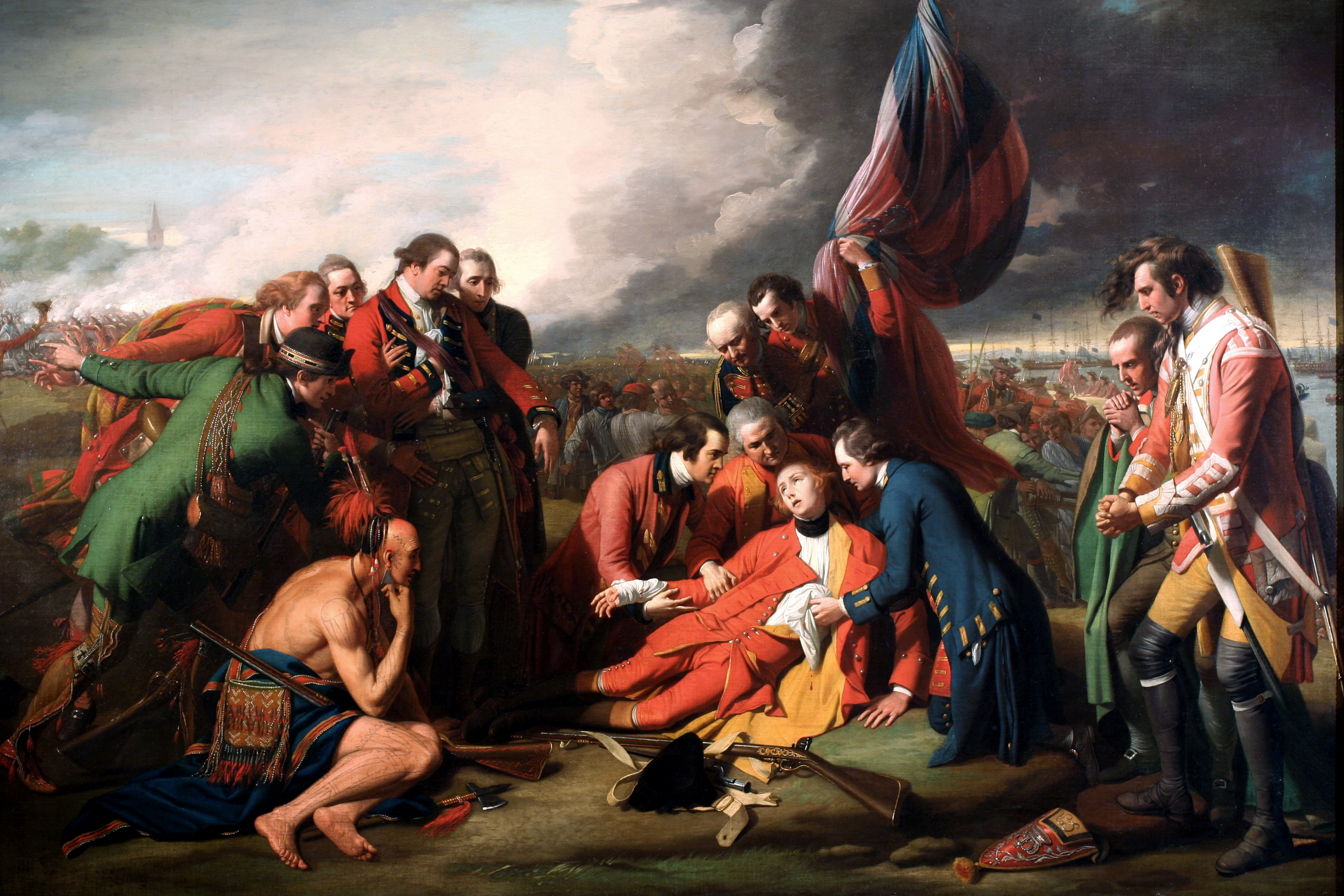
A morte do General Wolfe nas Planícies de Abraão no Quebec, em 1759, parte da Guerra dos Sete Anos.

A colonização europeia começou efetivamente no século XVI, quando os britânicos, e principalmente, os franceses estabeleceram-se pelo Canadá. Os britânicos não tiveram uma forte presença no antigo Canadá, instalando-se originalmente na Terra de Rupert — uma gigantesca área que posteriormente daria origem aos Territórios do Noroeste, Manitoba, Saskatchewan e Alberta, que são áreas no centro, oeste e noroeste do país — sendo que a região dos Grandes Lagos e do Rio São Lourenço, bem como a região que atualmente compõe as atuais províncias de Nova Escócia e Novo Brunswick, estava toda nas mãos dos franceses. A Nova França (Nouvelle-France) e a Acádia continuavam a se expandir. Essa expansão não foi bem aceita pelos iroqueses e, principalmente, pelos britânicos e os colonos das chamadas Treze Colônias (as quais se tornariam os Estados Unidos), desencadeando uma série de batalhas que culminou, em 1763, no Tratado de Paris — no qual os franceses cederam seus territórios da Nova França e da Acádia aos britânicos.
Os britânicos, que já então dominavam as imensas Terras de Rupert  bem como os territórios de Nunavut, Territórios do Noroeste e Yukon — emitiram o Quebec Act, que permitiu aos franceses estabelecidos no antigo Canadá que continuassem a manter seu código civil e sancionou a liberdade de religião e de idioma — permitindo que a Igreja Católica e a língua francesa continuassem a sobreviver no Canadá até os dias atuais.

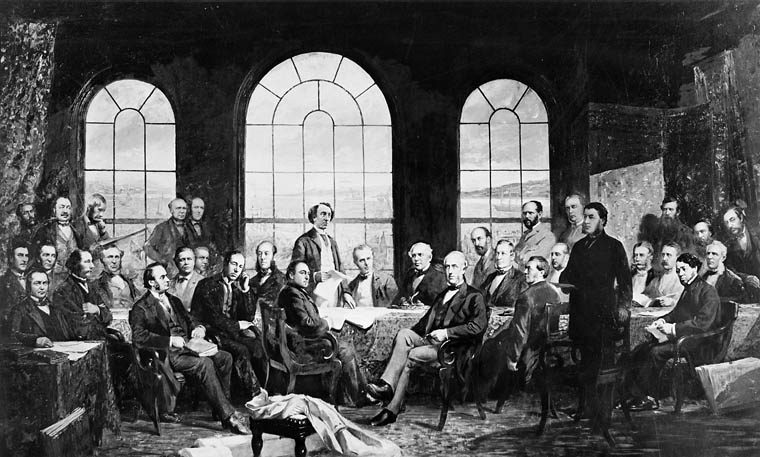
Pintura representando a Confederação do Canadá, de Robert Harris.

Com a Guerra da Independência dos Estados Unidos, que durou de 1775 até 1783, o Canadá recebeu levas de colonos leais aos britânicos, provenientes das Treze Colônias britânicas rebeldes. Tais colonos se estabeleceram no que é a atual província de Ontário. Com isso, os britânicos decidiram separar o Canadá em dois, criando o Canadá Superior (atual Ontário) e o Canadá Inferior (atual Quebec), além do território de Novo Brunswick (antiga Acádia — parte dos territórios antigamente colonizados pelos franceses).
Os Estados Unidos, em 1812, invadiram o Canadá Inferior e o Canadá Superior, na tentativa de anexar o resto das colônias britânicas na América do Norte, desencadeando a Guerra de 1812. Os Estados Unidos não tiveram sucesso, recuando ao tomarem conhecimento da chegada de tropas britânicas enviadas para combatê-los — mas ocuparam temporariamente as cidades de York (atual Toronto) e Quebec, queimando-as ao se retirarem. Em retaliação, tropas canadenses e britânicas perseguiram os americanos em fuga, invadindo o nordeste dos Estados Unidos, atacando e queimando várias cidades, inclusive a capital, Washington, D.C..
Em 1837, houve uma grande rebelião de colonos, tanto no Baixo Canadá quanto no Alto Canadá. Isso levou os britânicos a uma tentativa de assimilar a cultura francesa à britânica — entre outras coisas, o Baixo Canadá e o Alto Canadá foram unidos em uma única província do Canadá.

## Confederação e expansão

Mapa animado da evolução da expansão dos territórios canadenses.

O receio de uma segunda invasão vinda dos Estados Unidos gerou imensas despesas em relação ao quesito de defesa (mais tropas, armamentos, suprimentos, etc), aliado ao fracasso britânico em assimilar os franceses em 1830, fez com que a ideia da Confederação Canadense (idealizada por colonos canadenses), cujo objetivo era integrar o Canadá e defender melhor a região de um eventual ataque dos Estados Unidos, fosse aprovada pelos britânicos.
Em 1 de julho de 1867, as províncias do Canadá, Novo Brunswick e Nova Escócia tornaram-se uma federação, tornando-se em parte politicamente independentes do Reino Unido — porém, os britânicos ainda teriam controle sobre o Ministério das Relações Exteriores do Canadá por mais 64 anos.
Depois de 1867, lentamente outras colônias britânicas aceitaram unir-se à Confederação Canadense, sendo que a primeira foi a Colúmbia Britânica, e em 1880, os Territórios do Noroeste — cedidos pela Companhia da Baía de Hudson. Posteriormente, os Territórios do Noroeste seriam divididos nas atuais províncias de Alberta, Saskatchewan e Manitoba, além dos territórios de Yukon e Nunavut.
O oeste canadense foi totalmente integrado ao território canadense, não sem a geração de conflitos de cunho étnico, social e econômico, dos quais destacam-se a Rebelião de Red River, ocorrida entre 1869 e 1870, e a Rebelião de Saskatchewan, ocorrida em 1885, ambas lideradas pelo líder Métis Louis Riel.

## Início do século XX

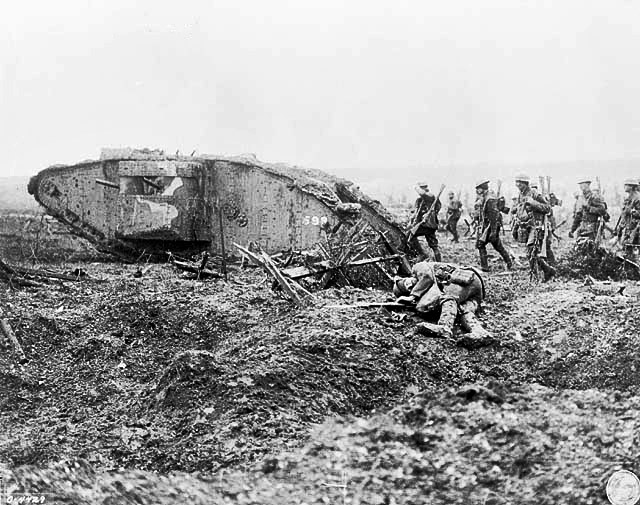
Soldados canadenses venceram a Batalha de Vimy em 1917, durante a Primeira Guerra Mundial.

Como o Reino Unido ainda mantinha o controle das relações exteriores do Canadá, ao abrigo da Lei da Confederação, com a declaração britânica de guerra em 1914, o Canadá foi automaticamente envolvido na Primeira Guerra Mundial. Os voluntários enviados para a Frente Ocidental passaram mais tarde a fazer parte do Corpo Canadense. O Corpo desempenhou um papel importante na Batalha de Vimy e em outras grandes batalhas da guerra. Dos cerca de 625 000 que serviram, cerca de 60 000 foram mortos e outros 173 000 ficaram feridos. A Crise de Recrutamento de 1917 eclodiu quando o primeiro-ministro conservador Robert Borden decretou o serviço militar obrigatório com a oposição dos quebequenses que falavam a língua francesa. Em 1919, o Canadá entrou na Liga das Nações, independentemente do Reino Unido e, em 1931, o Estatuto de Westminster, afirmou a independência do Canadá.
A Grande Depressão no Canadá foi devastadora para os agricultores  canadenses no oeste do país, por ter tido uma seca que devastou vastas áreas de terras agrícolas : no Saskatchewan ,no Alberta e em Manitoba. Por causa disso milhares de agricultores abandonaram suas terras  e se mudaram para a , para a região do rio Peace de Alberta,para a Colúmbia Britânica ou para as cidades. Em resposta, o partido político Co-operative Commonwealth Federation (CCF), em Alberta e Saskatchewan, promulgou várias medidas para estabelecer um estado de bem-estar social (sendo Tommy Douglas o pioneiro) em 1940 e 1950. O Canadá declarou guerra à Alemanha de forma independente durante a Segunda Guerra Mundial sob o governo do primeiro-ministro liberal William Lyon Mackenzie King, três dias após o Reino Unido. As primeiras unidades do Exército canadense chegaram na Grã-Bretanha em dezembro de 1939.
As tropas canadenses desempenharam papéis importantes na Batalha de Dieppe em 1942 em França, na invasão aliada da Itália, nos desembarques do Dia D, na Batalha da Normandia e na Batalha do rio Escalda, em 1944. O Canadá deu asilo e proteção à monarquia dos Países Baixos, enquanto este país esteve ocupado, e é creditado pela liderança e contribuição importante para a sua libertação da Alemanha nazista. A economia canadense cresceu fortemente com a fabricação de materiais militares pela indústria para o Canadá, Reino Unido, China e União Soviética. Apesar de uma outra crise de recrutamento em Quebec, o Canadá terminou a guerra com uma das maiores forças armadas do mundo e com a segunda maior economia do planeta.

## Tempos modernos

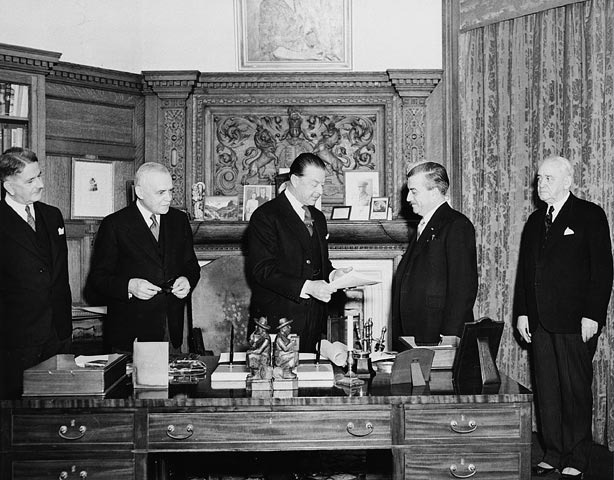
No Rideau Hall, o Governador-geral Harold Alexander (centro) assina o projeto de lei para finalizar a união da Terra Nova e Canadá, em 31 de março de 1949.

O Domínio de Terra Nova (hoje Terra Nova e Labrador), na época um equivalente do Canadá e da Austrália como um domínio, uniu-se ao Canadá em 1949. O crescimento do Canadá, combinado com as políticas dos sucessivos governos liberais, levou ao aparecimento de uma nova identidade canadense, marcada pela adoção da atual bandeira, em 1965, a aplicação do bilinguismo oficial (inglês e francês), em 1969, e o multiculturalismo oficial em 1971. Houve também a fundação de programas social-democratas, tais como saúde universal, o Canada Pension Plan e empréstimos estudantis, apesar de os governos provinciais, sobretudo Québec e Alberta, se oporem a muitos destes planos como incursões em suas jurisdições. Finalmente, uma outra série de conferências constitucionais resultou na chamada patriation ("patriamento" ou "patriação") de 1982 — até essa altura a constituição do Canadá era uma lei britânica que só podia ser alterada pelo parlamento britânico. Simultaneamente a esse processo, foi criada a Carta Canadense dos Direitos e das Liberdades. Em 1999, Nunavut tornou-se território terceiro do Canadá, após uma série de negociações com o governo federal.
Ao mesmo tempo, o Quebec passou por profundas mudanças sociais e econômicas através da "Revolução Tranquila", dando origem a um movimento nacionalista e mais radical na província chamado Front de libération du Québec (FLQ), cujas ações culminaram na Crise de Outubro de 1970. Uma década depois, um referendo malsucedido sobre a soberania-associação da província de Quebéc realizou-se em 1980, depois que as tentativas de emenda constitucional fracassaram em 1990. Em um segundo referendo realizado em 1995, a soberania da província foi rejeitada por uma margem de apenas 50,6% para 49,4%. Em 1997, a Suprema Corte decidiu que a secessão unilateral de uma província seria inconstitucional e o Clarity Act foi aprovada pelo parlamento, que define os termos de uma saída negociada da Confederação.
Além das questões sobre a soberania de Quebec, uma série de crises sacudiu a sociedade canadense no final dos anos 1980 e início dos anos 1990. Estes incluem a explosão do Voo Air India 182 em 1985, o maior assassinato em massa da história do Canadá; o Massacre da Escola Politécnica de Montreal em 1989, quando um atirador alvejou várias estudantes universitárias; e a crise Oka, em 1990, o primeiro de uma série de violentos confrontos entre o governo e grupos aborígines do país. O Canadá também participou da Guerra do Golfo, em 1990, como parte de uma força de coalizão liderada pelos Estados Unidos, e foi ativo em várias missões de paz no final dos anos 1990. O país enviou tropas para o Afeganistão em 2001, mas recusou-se a enviar tropas para o Iraque quando os Estados Unidos invadiram esta nação em 2003.